# Augustin Ehrensvärd

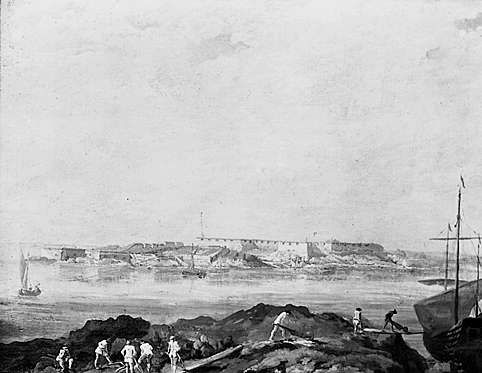
Vue de Suomenlinna par Augustin Ehrensvärd.

Augustin Ehrensvärd (le 25 septembre 1710 à Västerås, décédé le 4 octobre 1772 à Mietoinen) est un comte  suédois, officier et architecte militaire, artiste et créateur de la forteresse de Suomenlinna et de la forteresse de Svartholm.

## Biographie
Ehrensvärd nait dans le manoir de Fullerö dans le Västmanland en Suède. Son père est le Colonel Jacob Johan Ehrensvärd (1666–1731) et sa mère est née en Finlande et il restera toute sa vie impliqué dans la vie politique finlandaise.
Augustin devient soldat à 16 ans. Jeune il est aussi passionné de mécanique et il est très bon en mathématiques. En 1736 il bénéficie d’une bourse d’état pour se familiariser avec l’infanterie, les fortifications et la production d’armes de différents pays. Pendant ses études durant l’été 1737, à l’école d’artillerie de La Fère, il fait la connaissance de Bernard Forest de Bélidor qui est l’un des meilleurs théoriciens militaires de l’époque.
En 1747, la Finlande fait partie du royaume de Suède, Frédéric Ier de Suède le choisit pour concevoir et construire une forteresse maritime pour protéger Helsinki. La construction de la forteresse de Suomenlinna sera le travail d’une vie pour Ehrensvärd qui continuera à agrandir la forteresse jusqu’à sa mort en 1772.

Ehrensvärd conçoit une forteresse avec des bastions épousant le paysage naturel de l’île et restant discrète pour les flottes ennemies. Une grande partie des constructions de Suomenlinna sont considérées comme des chefs-d’œuvre architecturaux.
Augustin Ehrensvärd sera aussi le commandant de la flotte de l’archipel suédoise de 1756 à 1766 et de 1770 à 1772. En plus de l’architecture Augustin Ehrensvärd s’intéresse à la peinture, à la psychologie de l'éducation et à la botanique. À sa mort en 1772, Ehrensvärd est promu au rang de Fältmarskalk. Il était aussi respecté par les Finlandais qui appréciaient ses efforts pour la construction de Sveaborg, important centre culturel et économique du XVIIIe siècle en Finlande.
Le tombeau de Ehrensvärd à Suomenlinna est conçu personnellement par le roi Gustave III de Suède. Ehrensvärd sera élu membre de l’Académie royale des sciences de Suède à sa fondation en 1739.